# I Will (chanson des Beatles)
Pour les articles homonymes, voir I Will.
Pistes de The Beatles
Why Don't We Do It in the Road? Julia
I Will est une chanson des Beatles, composée par Paul McCartney (créditée Lennon/McCartney) publiée sur l’album The Beatles (l'« Album blanc ») le 22 novembre 1968.

## Historique
La musique de ce titre a été composée possiblement en 1966, avant même les séances du disque « Sgt. Pepper » et a été jouée en Inde, à Rishikesh, lors du séjour des Beatles chez le Maharishi Mahesh Yogi. À cette époque, le texte n'était pas conçu et des tentatives d'écriture y ont été effectuées avec Donovan qui était aussi présent à cette retraite. Insatisfait des paroles, McCartney finalisera la chanson plus tard.
Il parait probable que Paul McCartney ait finalement écrit les paroles de cette chanson en pensant à sa nouvelle copine Linda Eastman qui deviendra bientôt sa femme. Ce serait la première des cinq chansons qu’il composera pour elle: Two of Us (sur l’album Let It Be des Beatles), puis Maybe I'm Amazed, The Lovely Linda et My Love sur ses albums solos.

## Enregistrement
Le 16 septembre 1968, s'accompagnant à la guitare acoustique, avec John Lennon aux percussions et Ringo Starr quelques fois aux bongos ou aux maracas, Paul McCartney a effectué, dans la même journée, pas moins de 67 prises (certaines incomplètes) pour mettre cette balade tranquille en boîte. La session d'enregistrement a d'ailleurs quelques fois tourné en « jam session » dont seront issus le court segment « Can You Take Me Back » (prise 19) qui apparaît à la fin du titre de John Lennon Cry Baby Cry. Cette improvisation a été incluse au complet dans le dernier disque de suppléments de l'édition du cinquantenaire de l'« Album blanc ». De plus, on peut aujourd'hui entendre Step Inside Love / Los Paranoias (prise 35) sur le disque Anthology 3 publié en 1996 et en versions complètes sur l'édition super deluxe de l'album The Beatles en 2018. Une improvisation du standard Blue Moon y a aussi été incluse. Une quatrième improvisation, un mélange de la mélodie de I Will et d'une reprise de Frank Sinatra, The Way You Look Tonight, a été enregistrée (prise 32) mais jamais officiellement publiée.
Le lendemain, utilisant quelques « overbubs » de voix, de guitare et de percussions sur la prise 65, McCartney complète la chanson en chantant tout simplement sa ligne de basse.
George Harrison n'a pas participé à cet enregistrement. Durant les sessions de l'« Album blanc », les Beatles se retrouvaient souvent dans des studios séparés pour enregistrer.

## Anthology
Dans un des épisodes de la série télévisée Anthology — diffusée en Angleterre et en Amérique du Nord, et aujourd'hui disponible en coffret DVD —, on voit McCartney, Harrison et Starr deviser sur une couverture, dans le jardin de la propriété de George Harrison. Ringo demande à Paul ce qu'il a écrit en Inde, et ce dernier répond I Will. George Harrison commence à l'interpréter au ukulele et Paul se joint à lui pour harmoniser. Sur le disque Anthology 3, on peut écouter une version alternative de cette chanson, qui est en fait la première prise enregistrée en 1968.

## Reprises
Cette chanson a été reprise notamment par Alison Krauss, Hugh Masekela, Art Garfunkel et Diana Ross.
Il en existe des versions reggae par Tim Curry et par John Holt.
Elle est interprétée par Annette Bening et Warren Beatty dans le film américain Love Affair.

## Fiche technique

### Interprètes
- Paul McCartney : chant, basse vocale, guitares acoustiques
- John Lennon : percussions
- Ringo Starr : maracas, cymbales, percussions